# Каліфорнія-Пайнс (Каліфорнія)
Каліфорнія-Пайнс (англ. California Pines) — переписна місцевість (CDP) в США, в окрузі Модок штату Каліфорнія. Населення — 473 особи (2020).

## Географія
Каліфорнія-Пайнс розташована за координатами 41°24′53″ пн. ш. 120°40′0″ зх. д. / 41.41472° пн. ш. 120.66667° зх. д. (41.414662, -120.666711).  За даними Бюро перепису населення США в 2010 році переписна місцевість мала площу 19,60 км², з яких 19,24 км² — суходіл та 0,37 км² — водойми.

## Демографія
Згідно з переписом 2010 року, у переписній місцевості мешкало 520 осіб у 216 домогосподарствах у складі 135 родин. Густота населення становила 27 осіб/км².  Було 276 помешкань (14/км²).
Расовий склад населення:
| - 80,0 % — білих - 3,1 % — корінних американців - 2,1 % — чорних або афроамериканців - 1,2 % — азіатів - 0,4 % — вихідців з тихоокеанських островів - 6,3 % — осіб інших рас |

До двох чи більше рас належало 6,9 %. Частка іспаномовних становила 16,0 % від усіх жителів.
За віковим діапазоном населення розподілялося таким чином: 24,8 % — особи молодші 18 років, 55,0 % — особи у віці 18—64 років, 20,2 % — особи у віці 65 років та старші. Медіана віку мешканця становила 47,2 року. На 100 осіб жіночої статі у переписній місцевості припадало 108,8 чоловіків;  на 100 жінок у віці від 18 років та старших — 99,5 чоловіків також старших 18 років.
За межею бідності перебувало 31,3 % осіб, у тому числі 36,7 % дітей у віці до 18 років та 0,0 % осіб у віці 65 років та старших.
Цивільне працевлаштоване населення становило 111 осіб. Основні галузі зайнятості: освіта, охорона здоров'я та соціальна допомога — 48,6 %, роздрібна торгівля — 21,6 %, будівництво — 18,0 %.